# Jonas Bager
Jonas Bager, né le 18 juillet 1996 à Hadsten (en) au Danemark, est un footballeur danois qui évolue au poste de défenseur central à l'IFK Göteborg.

## Biographie

### Carrière de joueur

#### Randers FC
Né à Hadsten (en) au Danemark, Jonas Bager est formé au sein du club danois du Randers FC. Il fait sa première apparition dans un match de l'équipe première lors d'une rencontre qualificative pour la Ligue Europa face au club de l'UE Sant Julià le 9 juillet 2015. Match que le club danois remporte 3-0. En octobre de la même année, il est promu définitivement en équipe première. Le 28 novembre 2015, il fait ses débuts en championnat avec son club, en entrant en jeu à la place de Mads Agesen, lors d'une victoire 1-0 à domicile face au FC Nordsjælland. Il marque son premier but le 30 octobre 2017, lors d'une défaite de son équipe par 3 buts à 1 contre le Brøndby IF.

#### Union Saint-Gilloise
Le 23 mai 2019, est annoncé le transfert de Jonas Bager à l'Union Saint-Gilloise, club de deuxième division belge, pour un contrat de trois ans,. 
Il joue son premier match sous ses nouvelles couleurs le 10 août 2019, lors d'une rencontre de championnat face au Royal Excelsior Virton. Il entre en jeu à la place de Teddy Teuma et son équipe l'emporte par un but à zéro.
Le 25 octobre 2020, Bager inscrit son premier but pour l'Union Saint-Gilloise le 25 octobre 2020, lors d'une rencontre de championnat face au Club NXT. Il est titularisé et participe à la victoire de son équipe par six buts à zéro.
Le club bruxellois étant remonté en 1re division pour la saison 2021-2022, le danois joue 33 matches (dont 22 en tant que titulaire) et délivre 2 assists. Il finit vice-champion de Belgique avec son club, derrière le FC Bruges.

#### Charleroi SC
Le 13 juillet 2022, libre de tout contrat, Jonas Bager s'engage au Charleroi SC pour deux saisons plus deux années supplémentaires en option.
Bager inscrit son premier but pour Charleroi le 11 février 2023, lors d'une rencontre de championnat face au RFC Seraing. Titulaire, il est buteur de la tête sur un service de Damien Marcq et participe à la victoire de son équipe (3-0 score final),.
Lors de la saison 2023-2024, le danois alterne entre le banc et le onze de base, sans reussir a s'imposer comme titulaire indiscutable face à ses coéquipiers Mehdi Boukamir et Damien Marcq.  
Il n'est pas prolongé à l'issue de la saison, son contrat se terminant en juin 2024.

#### IFK Göteborg
Joueur libre, Jonas Bager s'engage le 16 juillet 2024 avec l'IFK Göteborg, où il signe un contrat de trois ans et demi, soit jusqu'en décembre 2027,.

### En sélection
Bager est sélectionné à plusieurs reprises avec les équipes de jeunes du Danemark. Il commence avec les moins de 17 ans, faisant au total deux apparitions en 2013.
Avec les moins de 18 ans il joue cinq matchs entre 2013 et 2014.
Jonas Bager fait sa première apparition avec l'équipe du Danemark espoirs contre l'Ukraine, le 20 janvier 2016. Il ne joue qu'une mi-temps lors de ce match qui se solde par un score nul et vierge de zéro à zéro.